# Senogaster dentipes
Senogaster dentipes är en tvåvingeart som först beskrevs av Fabricius 1787.  Senogaster dentipes ingår i släktet Senogaster och familjen blomflugor. Inga underarter finns listade i Catalogue of Life.